# Skidsport
Skidsport är tävlingsidrott och motionsverksamhet på snö med skidor och brädor. Den omfattar "nordiska tävlingsgrenar" (längdåkning, backhoppning och nordisk kombination), alpin skidåkning, freestyle och skidorientering. Dessutom har på senare år tillkommit snowboard, speedskiing, telemarksåkning och rullskidor. Den kombinerade idrotten skidskytte räknas som en egen idrott, liksom även skidåkning på andra underlag än snö (exempel: vattenskidor).

## Skidsporter
Nedan listas ett antal olika skidsporter. Gränsen mellan vad som räknas som skidsport (skididrott) och särskilda idrotter är något flytande, beroende på om endast skidåkning på snö räknas in eller ej och om olika kombinationsidrotter ska räknas separat eller inte.

- Alpin skidsport
- Backhoppning
- Freestyle
- Längdåkning
- Nordisk kombination
- Off-pist
- Skicross
- Snowboard
- Speedski
- Telemark

Kombinationer
- Rullskidor
- Skidorientering
- Skidskytte

Alla former av alpin skidsport och snowboard benämns "utförsåkning".

## Historik
Skidåkning i tävlingssammanhang utvecklades under 1800-talet i bland annat Norge och Sverige, två länder där skidor använts som transportmedel på snö i hundratals eller tusentals år. Det första offentliga skidloppet i Norge genomfördes 1843 i Tromsø, och den första skidtävlingen i Sverige arrangerades sannolikt 1877 (en skoltävling i Sundsvall). 1879 genomfördes den första svenska skidtävlingen arrangerad av en idrottsförening. Det var Stockholms skidlöpareklubb som organiserade ett 4 000 fot långt lopp där både män och kvinnor deltog. 1884 arrangerades Nordenskiöldsloppet, en av världens första större skidtävlingar, med start och mål i Jokkmokk och över en sträcka på 22 mil.

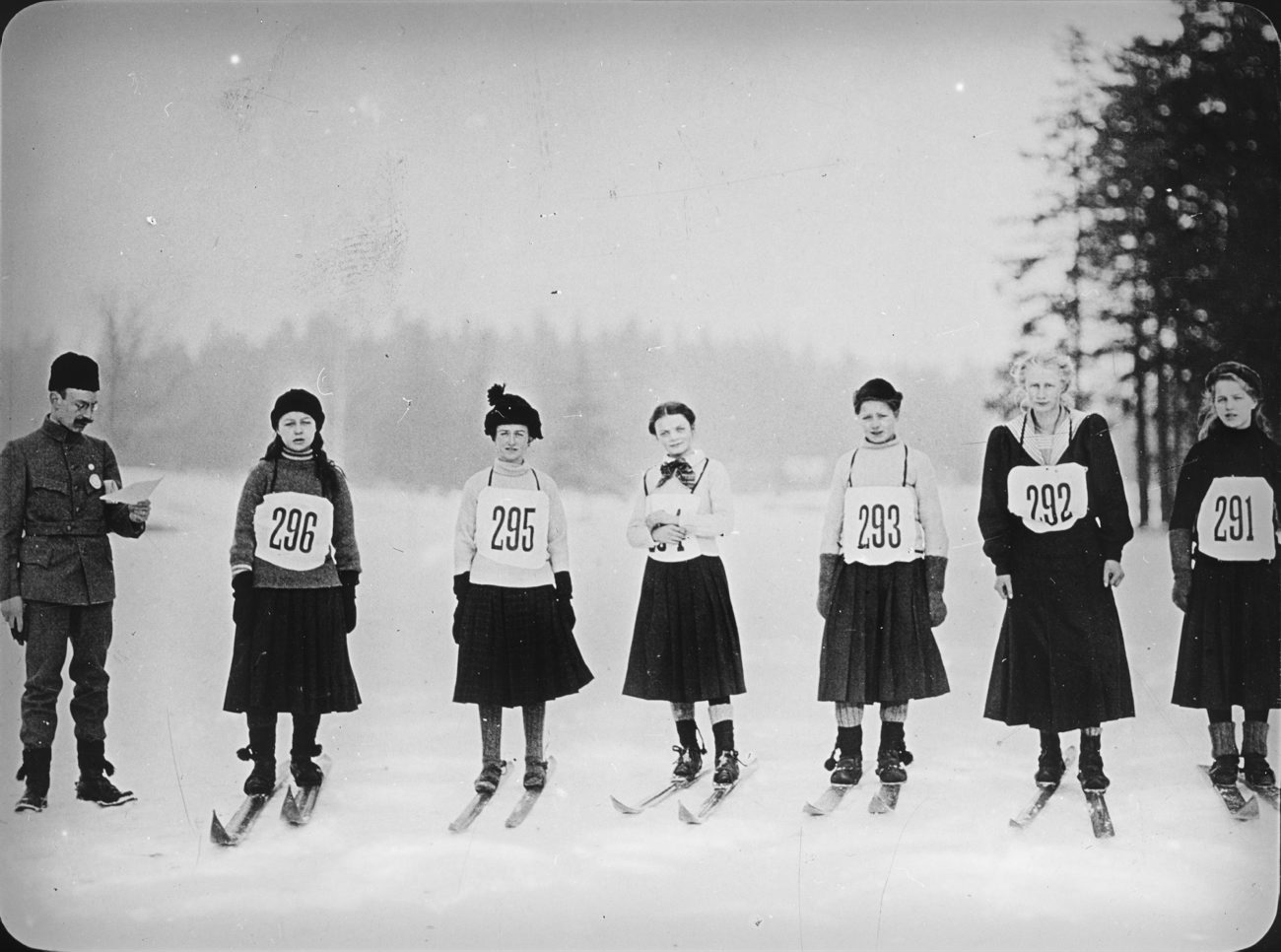
Tävling i längdskidåkning för kvinnliga juniorer, cirka 1895.

En av den svenska skidsportens ledande pionjärer var kapten Adolf Heijkenskjöld, som tillhörde grundarna av Skidfrämjandet vilken befrämjade skidåkning som tävlingsidrott. Sedermera grundades olika länsförbund och skidklubbar. De olika skidklubbarna reste snart önskemål på ett eget specialförbund inriktat på tävlingar, vilket ledde till att man 1908 bildade Svenska skidlöpningsförbundet (tre år senare namnändrat till Svenska skidförbundet). Skidfrämjandet ägnade sig därefter i allt större utsträckning åt motion och mer allmänt friluftsliv.
De första svenska mästerskapen i skidåkning ägde rum i Härnösand 1910. Därefter har SM i (längd)skidåkning arrangerats årligen och utan avbrott.

### Alpin skidsport
Till en början var skidtävlingar i första hand en sak som genomfördes på längden, till viss del på grund av primitiva skidbindningar som inte tillät en mer effektiv styrning av skidorna.[källa behövs] Utförsåkning i tävlingssyfte etablerades dock på flera olika håll i Europa under senare delen av 1800-talet, och även de olika alpländerna (vars bergssidor ofta förutsätter en sicksackande skidåkning utför branterna) deltog i den utvecklingen.
I norska Telemark utvecklades i tävlingssammanhang tre olika typer av "backlöpning" – slalåm, kneikelåm och villåm. Slalåm liknade modern slalom, men det var främst stil och elegans som var viktigt och man tog inte tid på åkningen. Villåm påminde dagens störtlopp, medan kneikelåm oftast innefattade hopp av något slag.

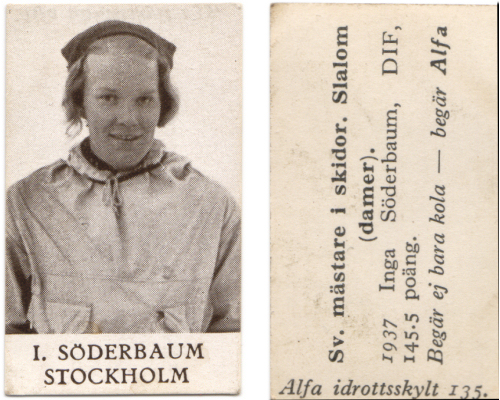
Inga Söderbaum, kvinnlig segrare vid det första SM i alpin skidsport.

De första VM-tävlingarna i utförsåkning arrangerades 1931 i schweiziska Mürren. Fem år senare debuterade utförsåkningen i OS-sammanhang i tyska Garmisch-Partenkirchen (dock endast i alpin kombination och enligt vissa som uppvisningsidrott). Det första SM i alpin skidsport arrangerades 1937 på Frösön.
Efter andra världskriget skedde stora förbättringar av både skidutrustning och preparering av skidbackarna. Det ledde till ökade hastigheter i branterna – liksom till ökade risker (uråkningar, benskador med mera). Den första säkerhetsbindningen (med automatisk utlösning av pjäxan från skidan) i serietillverkning kom på 1960-talet, och under årtiondet blev även skidor av metall eller glasfiber vanliga (tidigare var alla skidor av trä). Senare har olika fiberplaster och metallegeringar kommit att ingå i skidproduktionen.
1967 arrangerades den första upplagan av den alpina världscupen, vilket innebar en serie tävlingar i olika länder (även utanför Europa) och med gemensamma slutpriser vid tävlingssäsongens slut.

## Större tillverkare

### Längdskidutrustning
- Atomic
- Casco
- Exel
- Fischer
- Karhu
- Salomon
- Swix
- Madshus

### Alping utrustning
- Atomic
- Elan
- Fischer
- Head NV
- K2
- Nordica
- Rossignol
- Salomon
- La Sportiva
- Scott
- Stöckli
- Völkl

## Bildgalleri

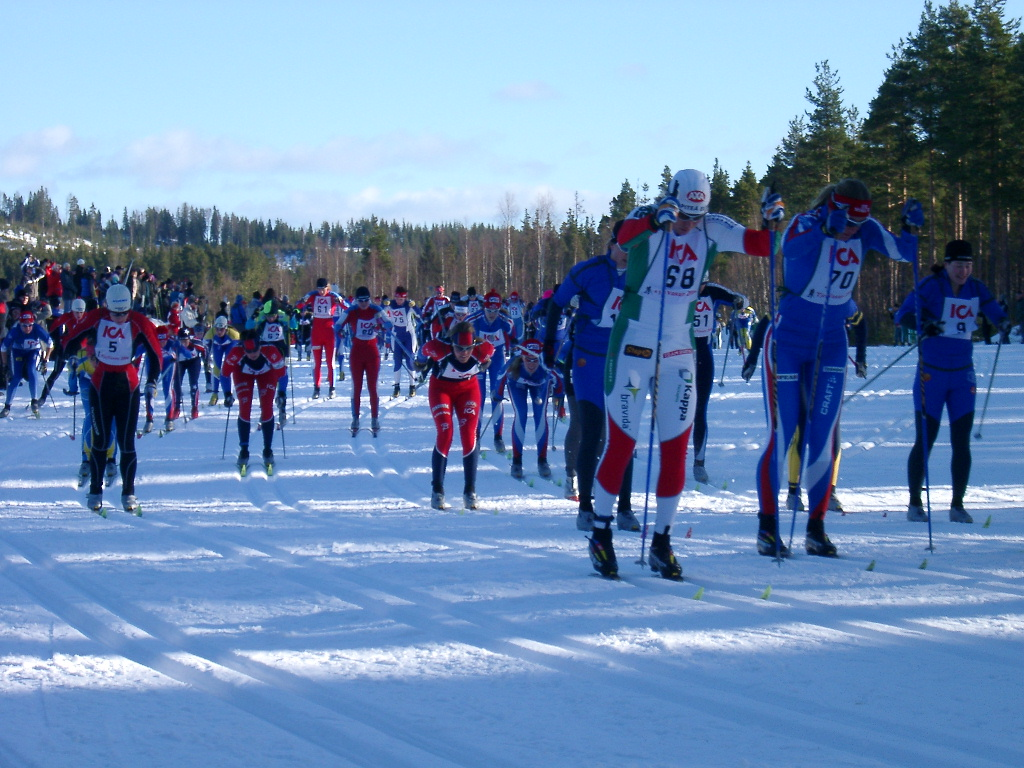
Längdskidåkning.
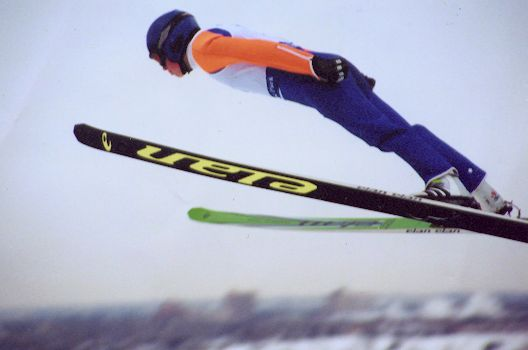
En backhoppare som hoppar med V-stilen.
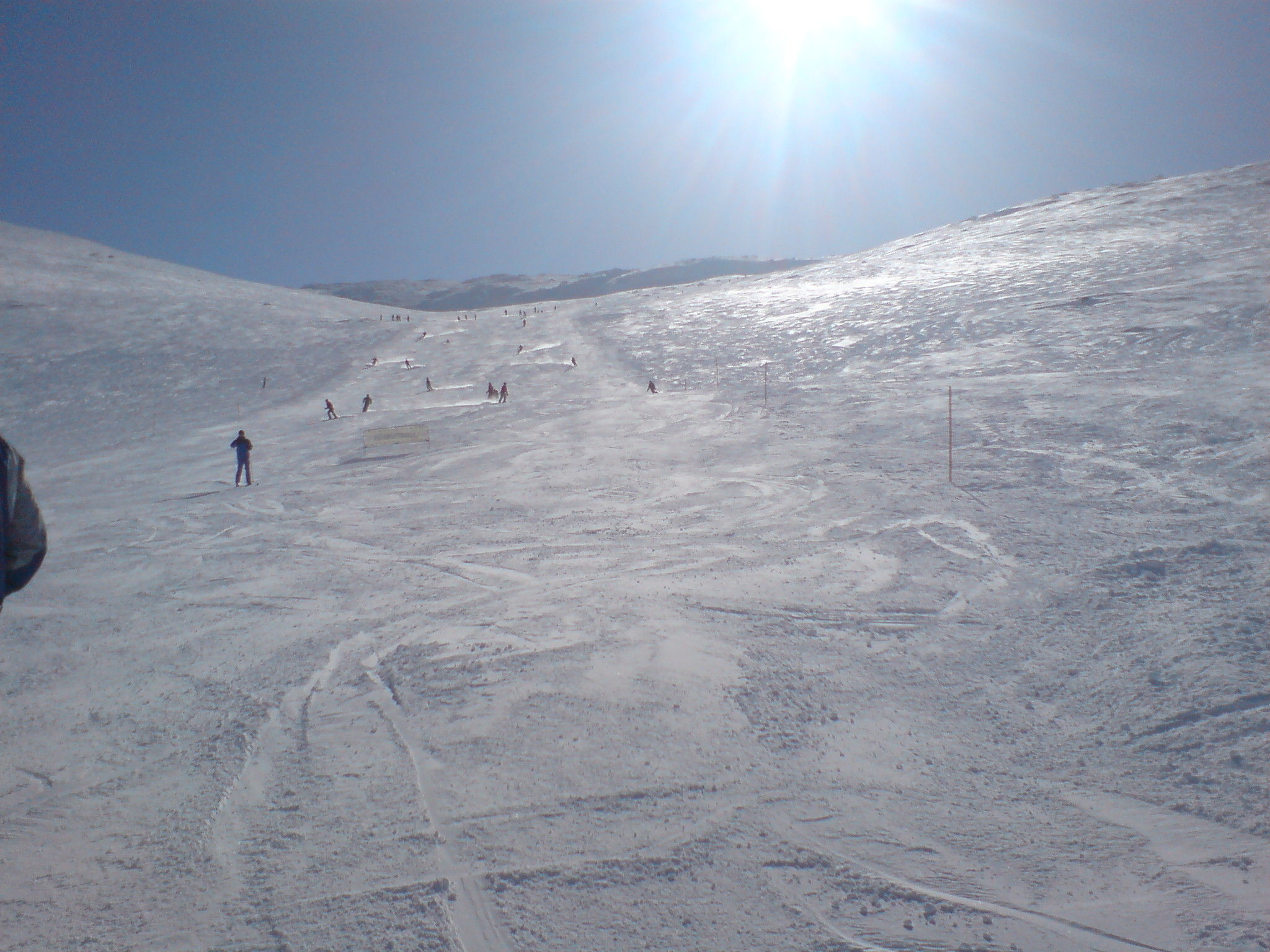
Alpin skidsport (slalom) i Åre.
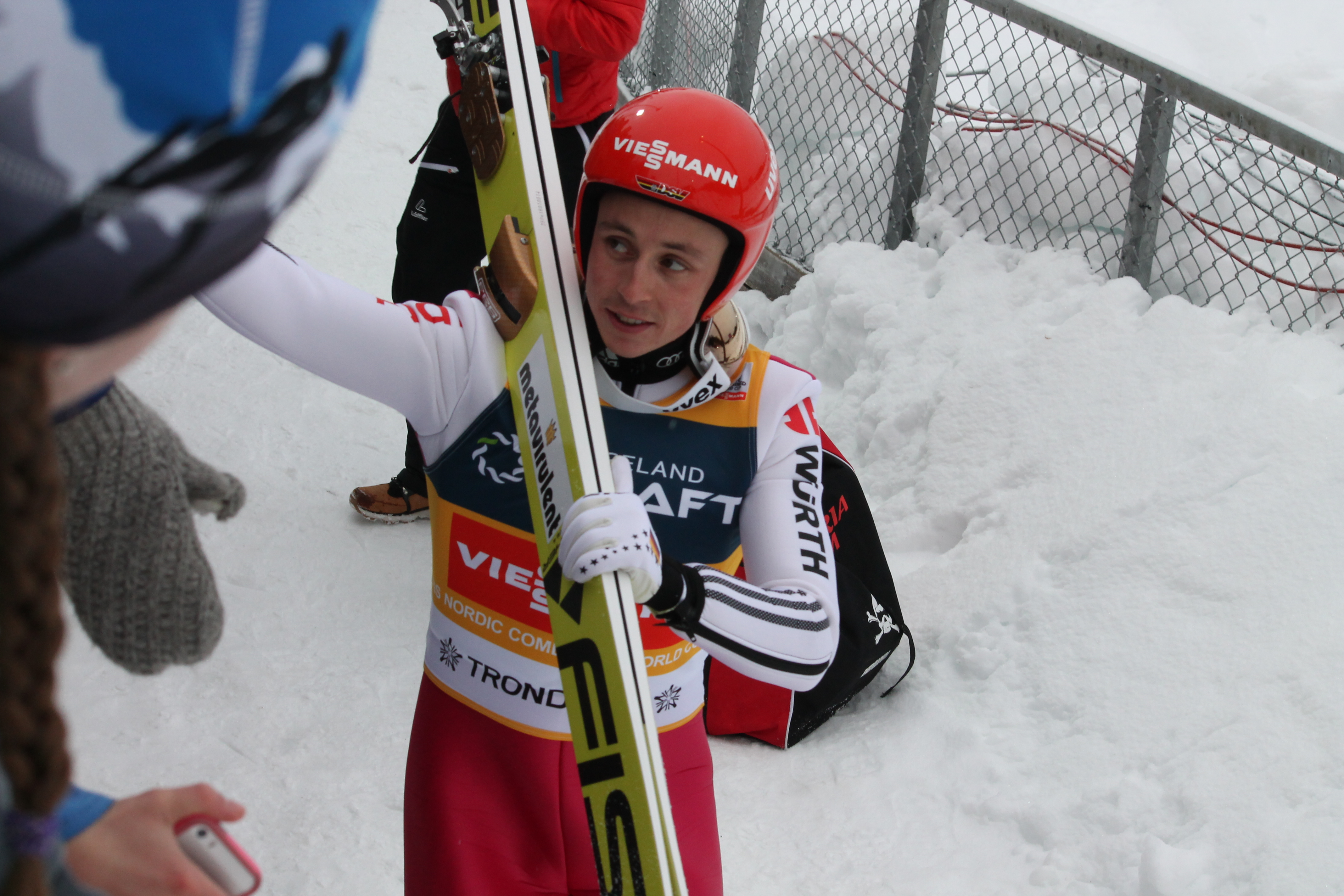
Eric Frenzel vid världscupen i nordisk kombination i Trondheim 2016.